# 睪酮 (藥物)
睪酮是一種藥品，也是自然常見的類固醇激素。醫藥上用來治療男性性腺功能低下症以及特定類型的乳癌，也用以增強運動能力。目前尚不清楚在男性更年期使用睪酮會帶來好處或是壞處。睪酮可以於皮膚塗抹、注射入肌肉或是放在臉頰上使用。
常見的副作用包括痤疮、腫脹和男性的乳房脹大，嚴重的副作用可能包含肝毒性、心血管疾病和行為上的轉變，女性與幼兒暴露在睪酮可能引發男性化，那些患有前列腺癌不推薦使用此藥物，妊娠或哺乳期間可能會造成危害。
睪酮主要由雄性的睪丸所製造，少部分在腎上腺和雌性的卵巢。它是雄性主要的性类固醇並且在男性生殖系統的發育中扮演重要的角色，在成年男性中它促使第二性徵包括肌肉和體毛的增長。普遍來說成年男性的睪酮濃度會高於女性五倍。
睪酮於 1935 年被分離出來，在美國的使用率於 2001 年至 2011 年間成長為三倍。它被列在世界卫生组织基本药物标准清单中，一個在基本醫療制度中所需最重要的藥物清單。它是一種學名藥，它的價格會根據使用的方法所決定。